# Resolução 198 do Conselho de Segurança das Nações Unidas

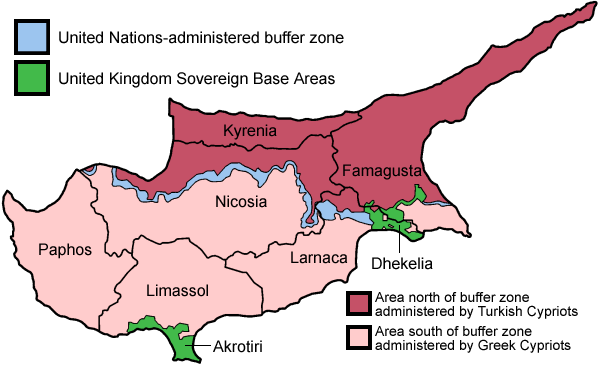
Mapa de distritos do Chipre

Resolução 198 do Conselho de Segurança das Nações Unidas, foi aprovada em 18 de dezembro de 1964, depois de reafirmar as resoluções anteriores sobre a questão do Chipre, o Conselho prorrogou o estacionamento da Força das Nações Unidas para Manutenção da Paz no Chipre por mais de 3 meses, que terminara em 26 de março de 1965.
Foi aprovada por unanimidade.